# Taeniochorista pallida
Taeniochorista pallida är en näbbsländeart som beskrevs av Peter Esben-Petersen 1914. 
Taeniochorista pallida ingår i släktet Taeniochorista och familjen Choristidae. Inga underarter finns listade i Catalogue of Life.